# Greg McKegg
Greg McKegg (* 17. Juni 1992 in St. Thomas, Ontario) ist ein kanadischer Eishockeyspieler, der zuletzt bis Oktober 2024 beim BK Mladá Boleslav aus der tschechischen Extraliga unter Vertrag gestanden hat. Zuvor war der Center unter anderem für die Florida Panthers, Tampa Bay Lightning, Pittsburgh Penguins, Carolina Hurricanes, zweimal die New York Rangers sowie die Boston Bruins in der National Hockey League (NHL) aktiv, wo er über 250 Partien absolvierte.

## Karriere

### Jugend
Greg McKegg wurde in St. Thomas in eine Eishockey-Familie geboren. Sein Vater spielte für die Sudbury Wolves sowie an der University of Windsor, während dessen Onkel, Lou Fontinato, es zuvor bereits in den Profi-Bereich geschafft und über 500 Spiele für die New York Rangers und die Canadiens de Montréal in der National Hockey League (NHL) absolviert hatte. In seiner Jugend spielte McKegg unter anderem für die Elgin Middlesex Chiefs und die St. Thomas Stars, bevor er in der Priority Selection 2008 der Ontario Hockey League (OHL) an zweiter Position von den Erie Otters ausgewählt wurde. Somit lief der Center mit Beginn der Saison 2008/09 für die Otters in der OHL auf und kam dort als Rookie auf 18 Scorerpunkte in 64 Spielen. Zudem vertrat er sein Heimatland erstmals im internationalen Bereich, als er mit der U17 Kanadas die Goldmedaille bei der World U-17 Hockey Challenge 2009 gewann. In der folgenden Spielzeit 2009/10, seinem Draft-Jahr, steigerte der Kanadier seine persönliche Statistik deutlich auf 85 Punkte in 67 Spielen, sodass er Kanada bei der U18-Weltmeisterschaft 2010 vertrat und im Anschluss im NHL Entry Draft 2010 an 62. Position von den Toronto Maple Leafs ausgewählt wurde.
Nach einem weiteren Jahr in der OHL, in dem er die Otters als Mannschaftskapitän angeführt hatte, statteten ihn die Maple Leafs im April 2011 mit einem Einstiegsvertrag aus und schickten ihn anschließend für zwei Einsätze zu ihrem Farmteam, den Toronto Marlies, in die American Hockey League (AHL). In der anschließenden Saisonvorbereitung konnte sich McKegg jedoch keinen Platz im AHL-Kader erspielen, sodass er für eine weitere Saison in die OHL zurückkehrte. Diese verbrachte er allerdings nur bis Januar 2012 in Erie, als er in einem mehrere Spieler und Draft-Wahlrechte umfassenden Tauschgeschäft an die London Knights abgegeben wurde. Mit den Knights gewann der Mittelstürmer am Saisonende die Playoffs um den J. Ross Robertson Cup und nahm somit auch am Memorial Cup teil, in dessen Finale die Mannschaft jedoch den Cataractes de Shawinigan unterlag.

### NHL
Im Anschluss wechselte McKegg fest in die Organisation der Maple Leafs und verbrachte die Saison 2012/13 komplett bei den Marlies in der AHL, wobei ihm 23 Punkte in 61 Spielen gelangen. Mit einer mehr als verdoppelten Punktausbeute (47 in 65 Spielen) galt dies auch für die folgende Spielzeit 2013/14, mit der Ausnahme, dass der Kanadier im Februar sein Debüt für die Maple Leafs in der NHL gab. Nach einem weiteren Jahr in Toronto, in dem nur drei weitere NHL-Einsätze folgten, gaben die Maple Leafs McKegg, dessen Vertrag ohnehin auslief, im Juni 2015 an die Florida Panthers ab und erhielten im Gegenzug Zach Hyman sowie ein erfolgsabhängiges Siebtrunden-Wahlrecht für den NHL Entry Draft 2017.
Die Panthers verlängerten den Vertrag mit dem Angreifer im Juli 2015 um ein Jahr, in dem er auf 15 NHL-Spiele, jedoch weiterhin hauptsächlich in der AHL zum Einsatz kam, beim Farmteam der Panthers, den Portland Pirates. Nach einer weiteren Vertragsverlängerung um ein Jahr im Sommer 2016 etablierte sich McKegg im Rahmen der Saisonvorbereitung im NHL-Aufgebot der Florida Panthers und kam dort fortan regelmäßig zum Einsatz.
Im Februar 2017 jedoch sollte der Angreifer über den Waiver erneut in die AHL geschickt werden, wobei er allerdings von den Tampa Bay Lightning verpflichtet wurde. Dort beendete er die Saison, erhielt jedoch keinen weiterführenden Vertrag, sodass er sich als Free Agent im Juli 2017 den Pittsburgh Penguins anschloss. Diese gaben den Angreifer jedoch zur Trade Deadline im Februar 2018 an die Carolina Hurricanes ab und erhielten im Gegenzug Josh Jooris. Dort war er knapp eineinhalb Jahre aktiv, bevor er im Juli 2019 als Free Agent zu den New York Rangers wechselte. In gleicher Weise schloss er sich im Oktober 2020 den Boston Bruins an, bevor er im Juli 2021 als Free Agent zu den New York Rangers zurückkehrte. Ebenfalls als Free Agent wechselte er im Juli 2022 zu den Edmonton Oilers, in deren Organisation er in den folgenden beiden Spielzeiten aber ausschließlich Einsatzminuten beim AHL-Kooperationspartner Bakersfield Condors erhielt.

### Europa
Auf der Suche nach einem neuen Arbeitgeber wechselte McKegg im September 2024 zum BK Mladá Boleslav in die tschechische Extraliga. Nachdem er verletzungsbedingt bis Ende Oktober desselben Jahres keine Partie für den Klub bestritten hatte, wurde der geschlossene Vertrag frühzeitig wieder aufgelöst.

## Erfolge und Auszeichnungen
- 2009 Goldmedaille bei der World U-17 Hockey Challenge
- 2012 J.-Ross-Robertson-Cup-Gewinn mit den London Knights

## Karrierestatistik
Stand: Ende der Saison 2023/24

### International
Vertrat Kanada bei:
- World U-17 Hockey Challenge 2009
- U18-Weltmeisterschaft 2010

(Legende zur Spielerstatistik: Sp oder GP = absolvierte Spiele; T oder G = erzielte Tore; V oder A = erzielte Assists; Pkt oder Pts = erzielte Scorerpunkte; SM oder PIM = erhaltene Strafminuten; +/− = Plus/Minus-Bilanz; PP = erzielte Überzahltore; SH = erzielte Unterzahltore; GW = erzielte Siegtore; 1 Play-downs/Relegation; Kursiv: Statistik nicht vollständig)